# 朴洪根
朴洪根（：／ Park Hong-keun；1969年10月8日—），大韩民国自由派政治人物。自2012年開始擔任首爾中浪乙選區國會議員。2012年國會選舉，以854票、0.9%的微弱優勢勝選。2016年國會選舉則以7.6%的差距勝出。2022年3月出任共同民主党院內代表（國會黨鞭）。